# Melinoides
Melinoides is een geslacht van vlinders van de familie spanners (Geometridae), uit de onderfamilie Ennominae.

## Soorten
- M. albarita Dognin, 1893
- M. angasmarcata Dognin, 1917
- M. aurantiata Maassen, 1890
- M. conspicua Schaus, 1901
- M. contacta Warren, 1904
- M. dentilinea Dognin, 1911
- M. detersaria Herrich-Schäffer, 1855
- M. flavotincta Dognin, 1900
- M. fulvitincta Warren, 1905
- M. furva Warren, 1900
- M. glomeraria Dognin, 1900
- M. ignea Warren, 1907
- M. indecens Dognin, 1913
- M. iobarris Dyar, 1916
- M. priscanaria Schaus, 1921
- M. reversa Warren, 1907
- M. saeta Dognin, 1893
- M. simplaria Dognin, 1923
- M. subalbida Bastelberger, 1907
- M. subapicata Warren, 1904
- M. subspurcata Warren, 1907